# Kaustinen
Kaustinen est une municipalité de l'ouest de la Finlande, dans la région d'Ostrobotnie centrale.

## Ville de la musique
Sous ses airs de bourgade agricole et de petit centre administratif assoupi dans les plaines d'Ostrobotnie, elle est une des capitales musicales de la Finlande.
En effet, son Festival de musique folk de Kaustinen (fi) a acquis depuis sa création en 1968 une renommée internationale et attire chaque année lors de la deuxième semaine de juillet une grosse centaine de milliers de visiteurs.
Un autre évènement important est le festival de musique de chambre, chaque année en février depuis 1979, le second plus important en Finlande dans cette catégorie après celui de Kuhmo.
En outre, « la pratique du violon à Kaustinen et les pratiques et expressions connexes » sont sélectionnées sur la liste représentative du patrimoine culturel immatériel de l'humanité par l'UNESCO en décembre 2021.

## Géographie
En dehors de ça, la petite commune, traversée par la rivière Perhonjoki et sa vallée agricole, est largement dépourvue de relief et ne présente pas de caractéristique spectaculaire. La nationale 13 la relie à Kokkola (la capitale régionale, à 45 km) et à Jyväskylä.
Les municipalités voisines sont Kälviä au nord, Ullava au nord-est, Halsua au sud-est, Veteli au sud et enfin Kronoby à l'ouest, en Ostrobotnie.

## Démographie
Depuis 1980, l'évolution démographique de Kaustinen est la suivante, :
| Année      | 1980  | 1985  | 1990  | 1995  | 2000  | 2005  |
| ---------- | ----- | ----- | ----- | ----- | ----- | ----- |
| population | 3 993 | 4 325 | 4 500 | 4 578 | 4 414 | 4 348 |

| Année      | 2010  | 2015  | 2020  |
| ---------- | ----- | ----- | ----- |
| population | 4 302 | 4 291 | 4 262 |

## Jumelage
- Estonie Võrumaa, Estonie, 1989-[6]

## Personnalités
- Konsta Jylhä (1910–1984),
- Mauno Järvelä (1949–),
- Juha Kangas (1945–),
- Ville Kangas (1977–),
- Kreeta-Maria Kentala (1964–),
- Heikki Kuorikoski (1772–1846),
- Jaakko Kuorikoski (1807–1880),
- Heikki Laitinen (1943–),
- Viljami Niittykoski,
- Samuli Nordberg,
- Pehr Henrik Nordgren (1944–2008),
- Friiti Ojala (1892–1951),
- Lauri Ojala (1918–2002),
- Maarit Peltoniemi,
- Pentti Penttilä, (1929–2011),
- Richard Pesola (1888–1945),
- Tuomo Puumala (1982–),
- Irma Rewell (1929–2010),
- Topi Saha, muusikko
- Antti Timonen,
- Jari Valo (1961–),
- Ilmari Wirkkala (1890–1973)
- Merja Wirkkala (1954–),
- Timo-Jaakko Virkkala (1943–2015),

## Galerie

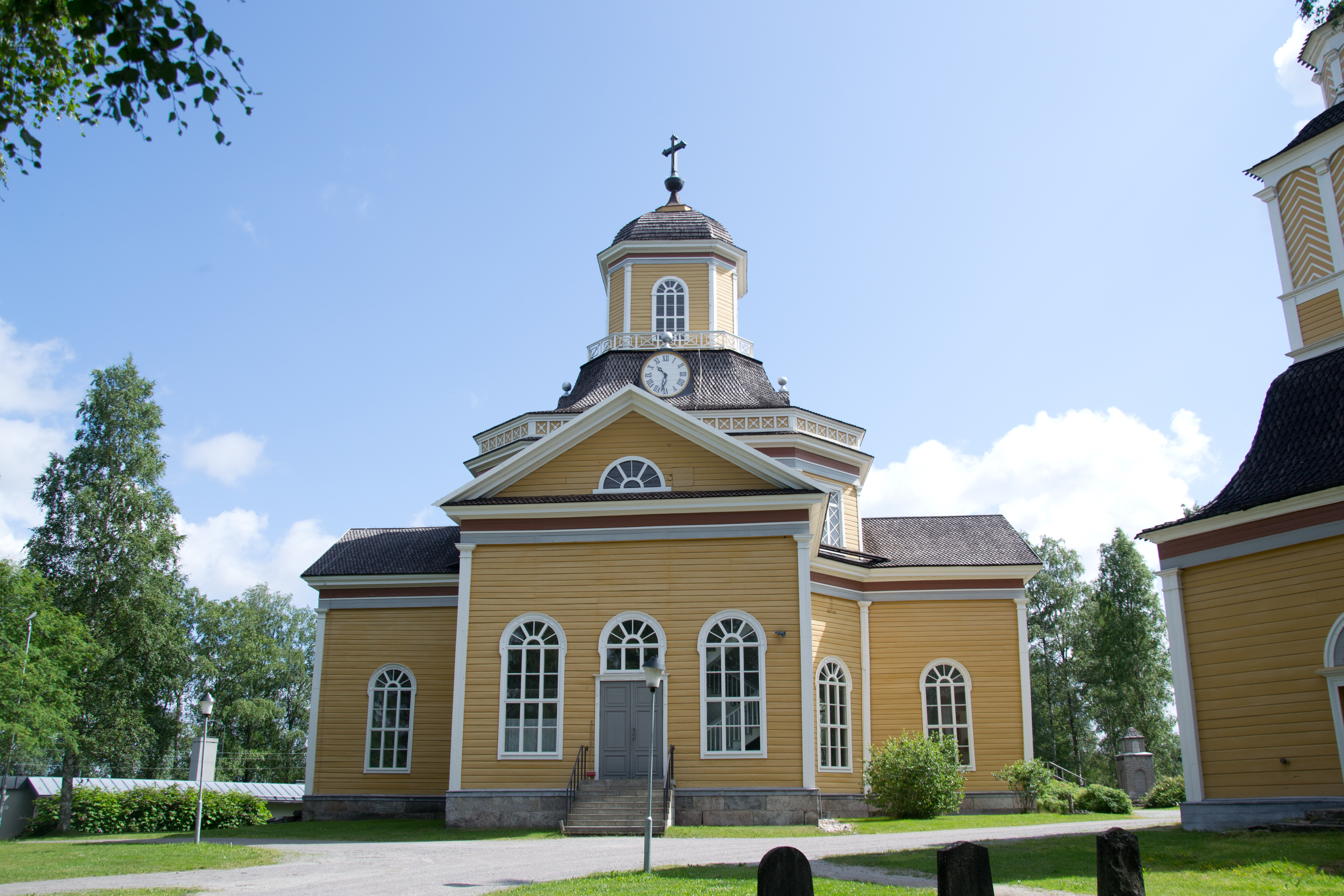
Église de Kaustinen
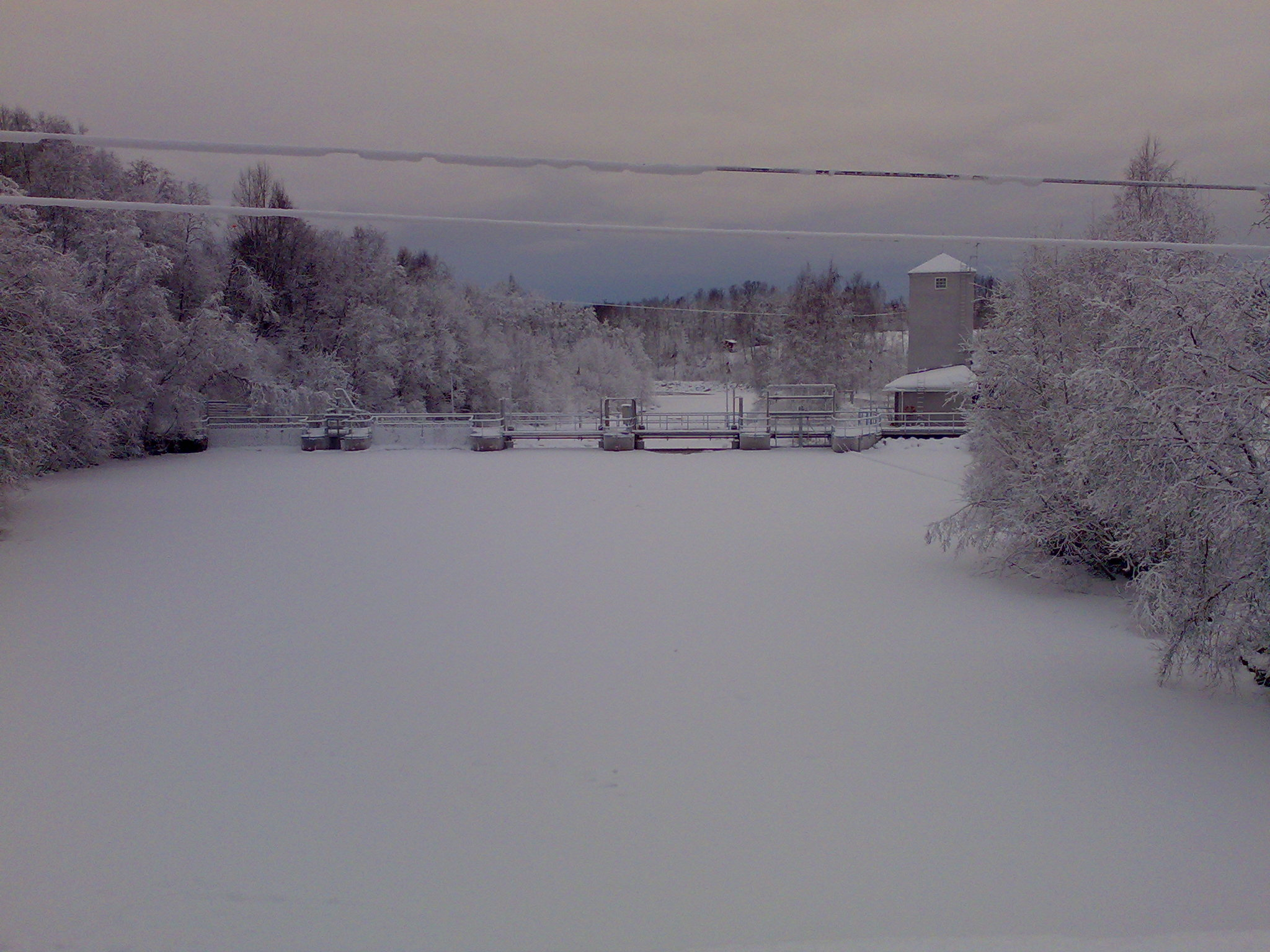
Centrale hydroélectrique de Pirttikoski.
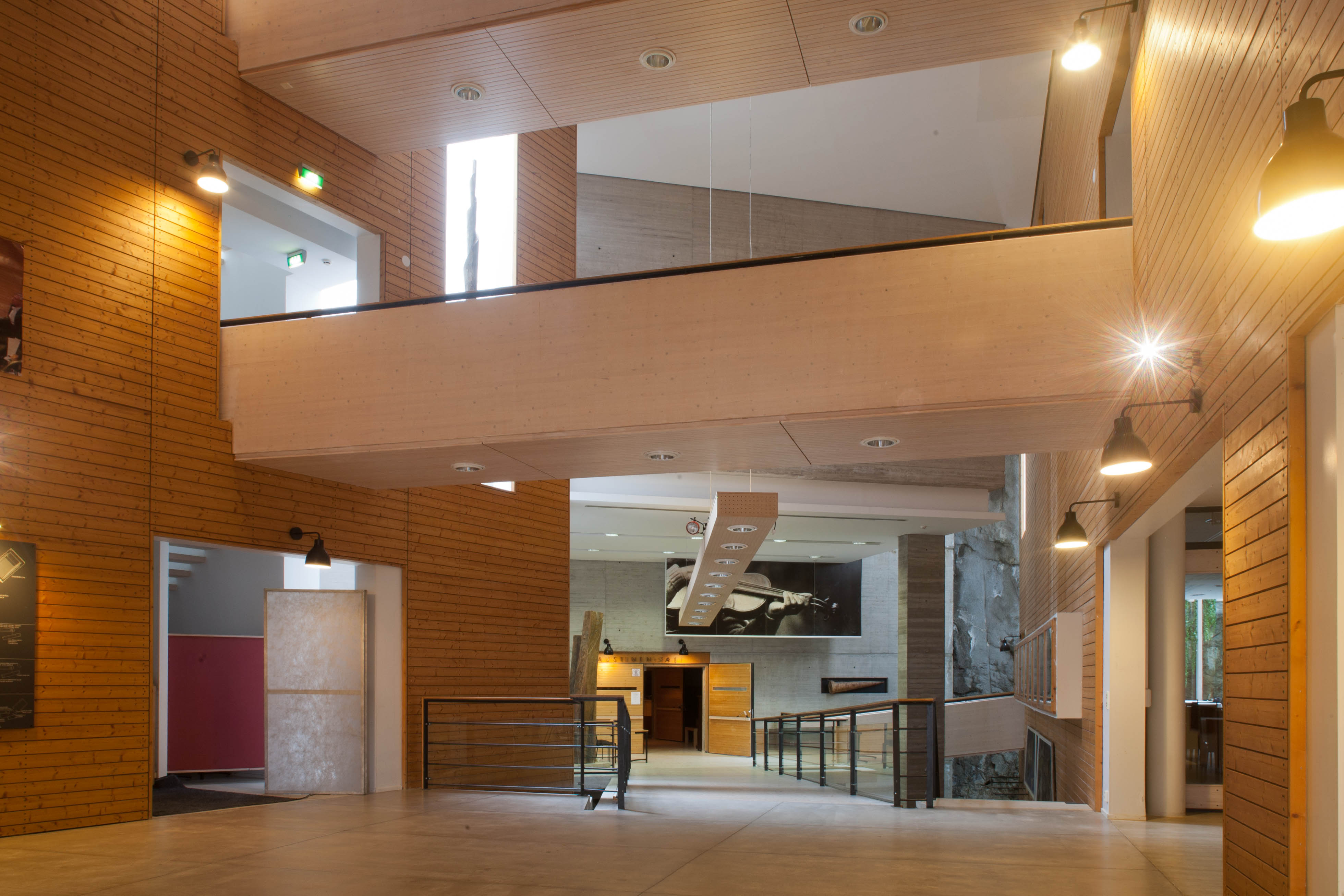
Centre d'Art populaire.